# Spola kröken

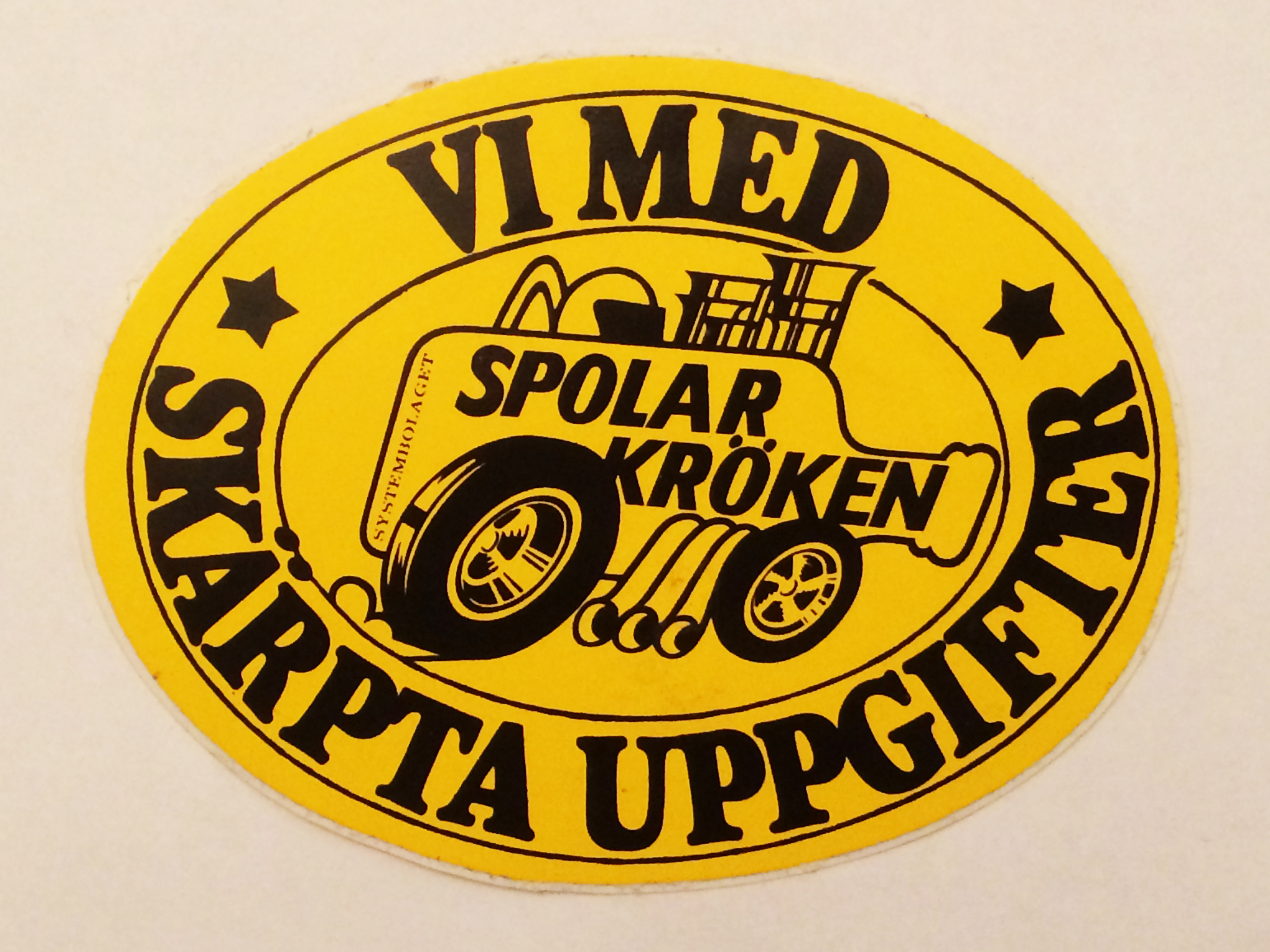
"Spolar kröken"-dekal.

Spola kröken, eller Spola kröken: man dricker litet mindre och mår mycket bättre, var en informationskampanj i Sverige som pågick mellan 1971 och 1988 med syftet att minska alkoholförtäringen, genom att få människor att dricka mer måttligt och få en sundare syn på alkohol. Kampanjen var ett samarbete mellan Systembolaget, idrottsrörelsen, musikbranschen och Sveriges försvar. 1988 ersattes Spola kröken med kampanjen och kampanjsloganen Nej tack, jag idrottar.
Kampanjen var från början mest omskriven då Svenska Ishockeyförbundet vägrade låta AIK:s ishockeylag spela med reklam för kampanjen på spelartröjorna, i en tid då reklaminslagen ännu var starkt begränsade inom sporten i Sverige .
Reklam för kampanjen syntes vid decennieskiftet åren kring 1979-1980 bland annat på matchtröjorna hos Sveriges herrlandslag i bandy, som vann världsmästerskapet 1981 i Chabarovsk i det dåvarande Sovjetunionen.
År 1977 syntes kampanjen även på Systembolagets plastkassar.

## Uttryckets ursprung
Systembolagets marknadsdirektör James Engman jobbade 1971 med en slogan för den kommande kampanjen. Förslaget Nobba nubben ansågs för hårt och kategoriskt. Engmans 16-årige son Björn föreslog Spola kröken.